# Insaisissables 3
Série Insaisissables
Insaisissables 2
(2016)
Pour plus de détails, voir Fiche technique et Distribution.
Insaisissables 3 (Now You See Me: Now You Don't) est un film américain réalisé par Ruben Fleischer et dont la sortie est prévue en 2025. Il s'agit du troisième de la franchise film mettant en scène les magiciens les Quatre Cavaliers, après Insaisissables (2013) de Louis Leterrier et Insaisissables 2 (2016) de Jon Chu.

## Fiche technique
Sauf indication contraire, les informations mentionnées dans cette section peuvent être confirmées par la base de données cinématographiques IMDb,  présente dans la section « Liens externes ».
- Titre original : Now You See Me: Now You Don't
- Titre français : Insaisissables 3
- Réalisation : Ruben Fleischer
- Scénario : Eric Warren Singer, Michael Lesslie et Seth Grahame-Smith
- Musique : N/A
- Direction artistique : Miklós Hatvani-Deàk
- Décors : David Scheunemann
- Costumes : Sophie Canale
- Photographie : George Richmond
- Montage : N/A
- Production : Alex Kurtzman et Bobby Cohen
- Sociétés de production : Lionsgate Films, The Fusion Media et Summit Entertainment
- Société de distribution : Lionsgate Films, SND (France)
- Budget : N/A
- Pays de production :  États-Unis
- Langue originale : anglais
- Format : couleur
- Genre : thriller, film de casse, comédie
- Durée : N/A
- Dates de sortie[1] : Dates sujettes à modification
  - France : 11 novembre 2025[2]
  - États-Unis : 14 novembre 2025

## Distribution
Sauf indication contraire, les informations mentionnées dans cette section peuvent être confirmées par la base de données cinématographiques IMDb,  présente dans la section « Liens externes ».
- Jesse Eisenberg (VF : Donald Reignoux) : J. Daniel Atlas
- Woody Harrelson : Merritt McKinney
- Dave Franco (VF : Yoann Sover) : Jack Wilder
- Isla Fisher : Henley Reeves
- Morgan Freeman : Thaddeus Bradley
- Ariana Greenblatt : June
- Dominic Sessa : Bosco
- Justice Smith : Charlie
- Rosamund Pike : Veronika Vanderberg

## Production

### Genèse et développement
En mai 2015, Jon Feltheimer — PDG de Lions Gate Entertainment — annonce qu'un troisième film Now You See Me est planifié. En avril 2020, Lionsgate annonce qu'Eric Warren Singer en sera le scénariste. En septembre 2022, Ruben Fleischer est confirmé à la réalisation, alors que Seth Grahame-Smith est engagé comme scénariste.
En avril 2024, les retours des acteurs Jesse Eisenberg, Woody Harrelson, Dave Franco, Mark Ruffalo et Morgan Freeman sont confirmés, ainsi qu'Isla Fisher, qui n'avait pas pu reprendre son rôle dans Insaisissables 2-. Ils sont rejoints par Ariana Greenblatt, Dominic Sessa ou encore Justice Smith.
Le script final est signé Eric Warren Singer, Seth Graham-Smith et Mike Lesslie (en). En mai 2024, Rosamund Pike rejoint la distribution.
Le titre original officiel, Now You See Me: Now You Don't, est annoncé en avril 2025

### Tournage
Le tournage débute en juillet 2024 à Budapest,. Les prises de vues se déroulent également à Anvers en Belgique fin août début septembre.

## Sortie
La sortie américaine de Insaisissables 3 est fixée au 14 novembre 2025.
La sortie française est prévue pour le 11 novembre 2025.